# (2776) Байкал
(2776) Байкал (лат. Baikal) — типичный астероид главного пояса, который был открыт 25 сентября 1976 года советским астрономом Николаем Черных в Крымской обсерватории и был назван в честь самого чистого и глубокого озера мира — Байкала.

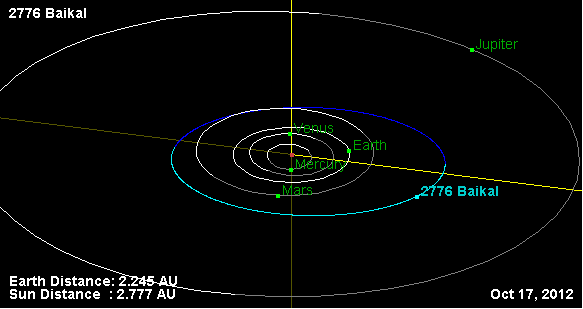
Орбита астероида Байкал и его положение в Солнечной системе